# Kryptotherium
Kryptotherium es un género extinto de mamíferos triconodontos. Es un fósil poco conocido que fue hallado en los yacimientos marroquíes de Anoual y datado en el Cretáceo Temprano; parece estar relacionado con el heterogéneo grupo de mamíferos del Mesozoico caracterizados por el alineamiento anteroposterior de las cúspides principales de los molares. Es por esto que se les relaciona con los triconodontos a pesar de proceder de la antigua Gondwana.

## Filogenia
El siguiente cladograma está basado en Mikko:
```
  ===O 
Triconodonta
 
Osborn, 1888
 - 
triconodontos (†)

     |-> 
Dyskritodon
 
Sigogneau-Russell, 1995
 - 
(†)

     |-> 
Hallautherium
 
Clemens, 1980
 - 
(†)

     |-> 
Ichthyoconodon
 
Sigogneau-Russell, 1995
 - 
(†)

     |-o 
Kryptotherium
 
Sigogneau-Russell, 2003
 - 
(†)
 
     | `-- 
Kryptotherium polysphenos
 
Sigogneau-Russell, 2003
 - 
(†)
 
 
Marruecos
: 
Anoual
.
     |--> 
Austrotriconodontidae
 
Bonaparte, 1990
 - 
austrotriconodóntidos (†)

     `=> 
Eutriconodonta
 
Kermack & al., 1973
 - 
eutriconodontos (†)
```